# Elche Ilicitano Club de Fútbol
El Club Deportivo Ilicitano es el actual filial del Elche Club de Fútbol, equipo español de la ciudad de Elche que actualmente milita en Primera División. Fue fundado en 1932 con la intención de superar al primer equipo. Presenta la particularidad de ser uno de los poquísimos filiales de todo el país con un escudo diferente al del primer equipo, al igual que el Sevilla Atlético, además de contar con himno propio y, hasta los años 80, equipación propia. 

## Historia
Se fundó como Sportman Club Ilicitano en el año 1932 y en 1941 pasó a denominarse Deportivo Ilicitano. Llegó a jugar en la Segunda división española dos temporadas consecutivas, en la 1968-69 y la 1969-70, mientras el primer equipo triunfaba en Primera División.
Tras haber descendido a categoría regional en la temporada 2007-08, el 16 de junio de 2012 ascendió a Tercera División tras ganar en la promoción de ascenso a Tercera al Hércules Club de Fútbol "B", con un resultado a favor de 3-0 en la ida y un 2-0 en contra en la vuelta. Al año siguiente se proclamó campeón de su grupo de Tercera División y el 2 de junio de 2013 repitió ascenso, esta vez a Segunda División B, al ganar la eliminatoria de ascenso contra la Unió Esportiva Olot.
Dos temporadas más tarde, en la 2014/15 el equipo descendió de vuelta a Tercera División donde ahí a permanecido durante 8 temporadas. Hasta que en la temporada 2023/2024 consiguieron el tan esperado ascenso directo a Segunda Federación quedando 1º tras numerosos play-offs de ascensos fallidos. Actualmente milita en Segunda RFEF, Grupo III.

## Nombres del club
- Sportman Club Ilicitano (1932-1941).
- Club Deportivo Ilicitano (1941-1992).
- Elche Club de Fútbol "B" (1992-2005).
- Elche Ilicitano Club de Fútbol (2005-actualidad).

## Datos del club
- Temporadas en 2.ª: 2
- Temporadas en 2ªB: 2
- Temporadas en 2ª RFEF: 1
- Temporadas en 3.ª RFEF: 3
- Temporadas en 3.ª: 38
- Mejor puesto en la liga: 16º (2.ª temporada 68-69)

## Jugadores y cuerpo técnico

### Entrenadores

#### Cronología de los entrenadores
- Manuel Herrero Maestre (2003/05)
- Juan Antonio Crespín (2005/06)
- David de la Hera Baños (2006/07; 2007/08)
- Juan Carlos Calderón Ruiz (2007/08)
- Alberto Díez Capón (2008/10)
- José Manuel García Payá (2010/11)
- Bartolomé Llompart (2011/12)
- Vicente Mir (2012/2015)
- Óscar Cano Moreno (2015)
- Vicente Parras Campello (2015/2017)
- José Luis Acciari (2017/2018)
- Sergio Pelegrín (2018/2020)
- Pau Quesada Tormos (2020/2021)
- René Martínez Conejo (2021/2022)
- Alberto Gallego Laencuentra (2022)
- Patricio Graff (2022/2023)
- Ángel Donato (2023/Act.)

## Palmarés

### Torneos nacionales
- Campeón de la 3ª División (3): 1967/68, 1998/99, 2012/13
- Subcampeón de la Copa Federación de fútbol: 1999/00.